# William Benn
William Wedgwood Benn, 1. wicehrabia Stansgate DSO, DFC (ur. 10 maja 1877, zm. 17 listopada 1960) – brytyjski polityk, członek Partii Liberalnej, a następnie Partii Pracy, minister w rządach Ramsaya MacDonalda i Clementa Attleego.
Był drugim synem liberalnego deputowanego, sir Johna Benna, 1. baroneta, i Lily Pickstone. Wykształcenie odebrał w Lycée Condorcet w Paryżu oraz w University College w Londynie. W 1906 r. został wybrany do Izby Gmin jako deputowany Partii Liberalnej z okręgu St George’s. Był wówczas najmłodszym deputowanym do Izby Gmin. Jego pierwszym stanowiskiem był urząd parlamentarnego prywatnego sekretarza Reginalda McKenny. Podczas I wojny światowej służył w Royal Naval Air Service. Walczył m.in. pod Gallipoli. W latach 1910–1915 był whipem liberałów. Od 1918 r. reprezentował okręg wyborczy Leith. W marcu 1927 r. wystąpił z Partii Liberalnej i zrezygnował z mandatu parlamentarnego.
Benn powrócił do Izby Gmin w 1928 r. jako laburzystowski deputowany z okręgu Aberdeen North. W drugim rządzie laburzystowskim w latach 1929–1931 był ministrem ds. Indii. Po powstaniu rządu koalicyjnego w 1931 r. przeszedł do opozycji, ale rychło utracił miejsce w parlamencie po wyborach powszechnych. Do parlamentu powrócił w 1937 r. jako reprezentant okręgu Manchester Gorton. Po wybuchu II wojny światowej Benn powrócił w szeregi RAF-u. Otrzymał rangę komandora i urząd dyrektora public relations w Ministerstwie Lotnictwa.
W 1942 r. Benn otrzymał parowski tytuł 1. wicehrabiego Stansgate i zasiadł w Izbie Lordów. W 1944 r. został mianowany wiceprezesem Alianckiej Komisji Kontroli, która miała za zadanie odbudowę demokratycznych rządów we Włoszech. Po wyborczym zwycięstwie Partii Pracy w 1945 r. lord Stansgate został ministrem lotnictwa. Zrezygnował w październiku 1946 r. i wycofał się z czynnego życia politycznego.
W 1920 r. Benn poślubił Margaret Holmes (1897 – 1991), córkę Daniela Holmesa, liberalnego deputowanego. William i Margaret mieli razem czterech synów. Najstarszy był pilotem RAF-u i zmarł z ran w 1944 r. Najmłodszy zmarł w dzieciństwie. Po śmierci Stansgate'a w 1960 r. tytuł parowski odziedziczył jego drugi syn, laburzystowski polityk i późniejszy minister, Anthony.